# Hans Reischl
Hans Reischl (* 6. Dezember 1939 in Heindlschlag; † 20. Februar 2025 in Köln) war ein deutscher Wirtschaftsmanager. Von 1977 bis 2004 war er Vorstandsvorsitzender der Kölner Handelsgruppe Rewe.

## Leben
Reischl wuchs als jüngster Spross einer kinderreichen Bauernfamilie zunächst in einem Dorf bei Passau in Niederbayern auf. Er absolvierte dann in Solingen eine Lehre zum Industriekaufmann und war beim Automobilhersteller Ford in Köln tätig. Ab 1961 arbeitete er bei Rewe, machte nebenbei am Abendgymnasium Köln das Abitur und studierte dann bis 1970 an der Universität zu Köln Wirtschaftswissenschaften. Seine Diplomarbeit schrieb er über das Thema Wettbewerbsfähigkeit von Genossenschaften und anderen Rechtsformen.
Zuvor bereits freier Mitarbeiter in der Rewe-Zentrale, erhielt er noch im selben Jahr eine Festanstellung. 1974 wurde er als damals jüngstes Mitglied in den Vorstand berufen, drei Jahre später zum Vorstandsvorsitzenden der zentralen Konzernoorganisationen Rewe-Zentral AG und Rewe Zentralfinanz eG. Unter seiner Leitung wuchs der genossenschaftliche Revisionsverbund vor allem durch Zukäufe (1989 Übernahme von 50 % der Leibbrand-Gruppe, 1990 Umbau von Rewe in eine Konzernstruktur, 1996 Übernahme von Billa, verstärkte internationale Aktivitäten, Einstieg in das Tourismusgeschäft) zu einem der größten Handelskonzerne in Deutschland und Mitteleuropa.
Acht Monate vor seiner Pensionierung legte Reischl nach Korruptionsvorwürfen zum 30. April 2004 alle Ämter bei Rewe nieder und unterzeichnete einen Aufhebungsvertrag zum Jahresende, um einer Entlassung durch den Aufsichtsrat zuvorkommen. Das Kontrollgremium hatte ihn nicht, wie von Reischl und Thomas Middelhoff bereits vorbereitet, in den Aufsichtsrat des in Teilbereichen mit Rewe konkurrierenden Warenhaus-Konzerns KarstadtQuelle einziehen lassen, den dann sein Nachfolger Dieter Berninghaus übernahm. 2016 erhob das Landgericht Essen Anklage gegen Hans Reischl, fünf weitere frühere Aufsichtsräte von Arcandor und Thomas Middelhoff wegen ungerechtfertigter Bonuszahlungen in Millionenhöhe. Das Verfahren gegen Reischl wurde im Juli 2017 gegen eine Geldauflage eingestellt.
2006 verlieh ihm die Wirtschaftswissenschaftliche Fakultät der Universität Passau die Ehrendoktorwürde. Außerdem war Reischl seit 2003 Träger des Verdienstordens des Landes Nordrhein-Westfalen. Er war Träger des Großen Goldenen Ehrenzeichens mit dem Stern der Republik Österreich und Träger des Großen Goldenen Ehrenzeichens des Landes Kärnten sowie 
Ehrensenator der Universität Passau.